# Mario Bazzi
Mario Bazzi (Bologna, 1891 – Milano, 30 novembre 1954) è stato un illustratore e pittore italiano.

## Biografia
Servì nell'esercito come alpino durante la prima guerra mondiale e si affermò a partire dal dopoguerra come illustratore e caricaturista per giornali, riviste e case editrici. Fu anche pittore ritrattista e cartellonista pubblicitario.
Sue opere appartengono alle collezioni d'arte della Fondazione Cariplo.

## Galleria d'immagini

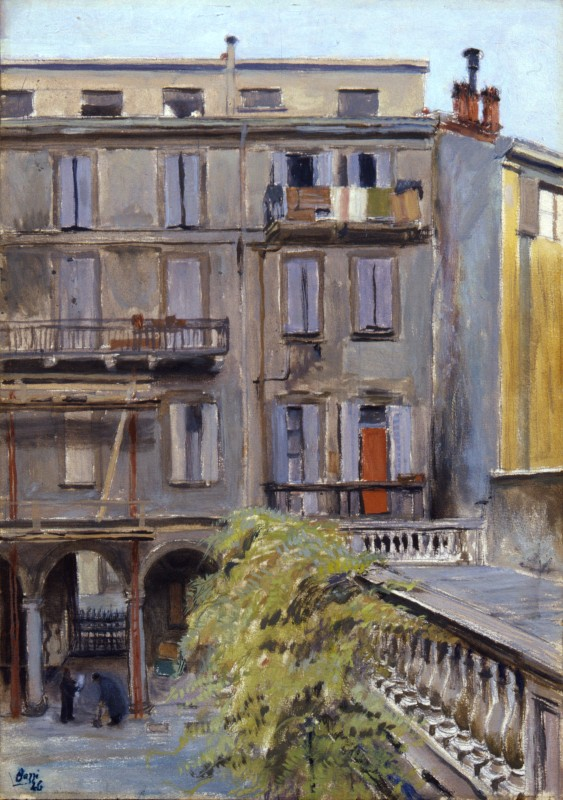
Interno urbano, 1946, Milano, Collezioni d'arte della Fondazione Cariplo
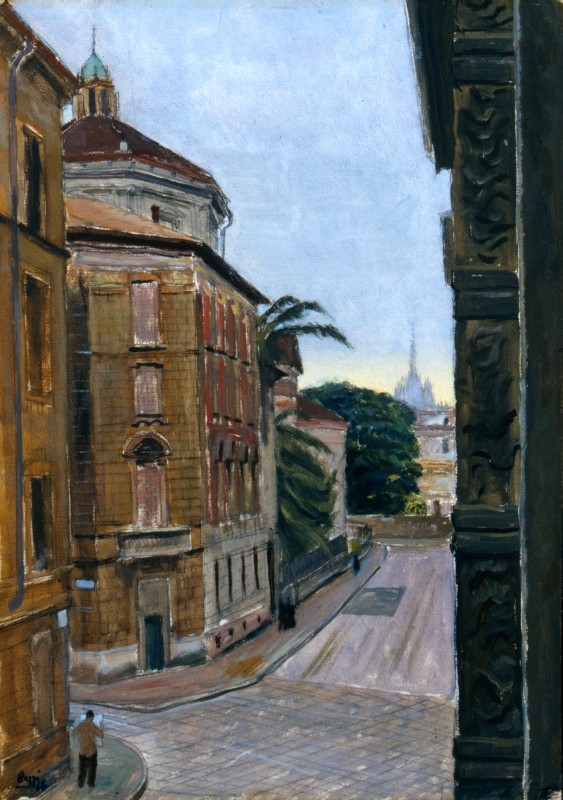
Veduta in lontananza del Duomo di Milano, 1946, Milano, Collezioni d'arte della Fondazione Cariplo

## Altre opere
- Natura morta con fiori

## Libri da lui illustrati
- Mario Mariani, Le sorelline. Novelle, Copertina e illustrazioni di Bazzi, Milano, Modernissima, 1920.